# Jamie Principle
Jamie Principle (né à Chicago, dans l'Illinois) est un DJ et producteur américain.

## Biographie
Il œuvre principalement dans les années 1980, notamment avec Frankie Knuckles. Ses principaux titres marquants sont Your Love, Bad Boy, Baby Wants to Ride. Your Love (1985), une de ses collaborations avec Frankie Knuckles, est jouée à la fameuse discothèque Warehouse directement à partir de copies cassette, un an avant le pressage vinyle.
En 1992, il sort son unique album à ce jour, The Midnite Hour, coproduit avec Steve « Silk » Hurley, avec qui il avait déjà réalisé le titre Cold World. À ses débuts, Principle atteint quelques classements du Billboard.
En 2000, Mathias Cousin et David Blot signent la bande dessinée Le Chant de la machine, qui raconte les origines de la house et de la musique électronique. Il y est effectivement question de Jamie Principle. En 2004, Frankie et Jamie reviennent sur le devant de la scène, avec Back N da Days (no 1 dans les charts dance aux États-Unis). En 2017, Jamie Principle est présent sur la piste Sex Murder Party de l'album Humanz du groupe Gorillaz.
Il figure aux côtés de Snoop Dogg sur la chanson Hollywood de Gorillaz. Principle est aussi présenté dans l'épisode 3 de la série 2024 Disco : Soundtrack of a Revolution de PBS.

## Discographie

### Albums studio
- 1992 : The Midnite Hour

### Singles
- 1984 : Your Love
- 1985 : Waiting on My Angel (US Dance : no 40[4])
- 1985 : Bad Boy" (1987)
- 1987 : I'm Gonna Make You Scream
- 1988 : Rebels (R-U no 100[5])
- 1988 : Baby Wants to Ride (R-U no 84[5])
- 1989 : Frankie Knuckles feat Jamie Principle : Your Love (R-U : no 59, R-U : no 29[5])
- 1989 : Cold World : Steve « Silk » Hurley feat. Jamie Principle (1989) (US dance club #22 US dance single sales #36[4])
- 1990 : Date With the Rain (US Dance no 30[4])
- 1991 : You're All I've Waited 4 (US Dance Club : no 18 : The Midnite Hour[4])
- 2004 : Frankie Kuckles feat Jamie Principle : Back N Da Day (US Dance Club no 1, R-U no 163[4])
- 2011 : Waiting on My Angel
- 2017 : Gorillaz feat. Jamie Principle and Zebra Kats : Sex Murder Party (US hot rock and alternative songs #47[4])
- 2018 : Gorillaz feat. Jamie Principle and Snoop Dogg : Hollywood (US hot rock and alternative songs #26[4])
- 2020 : Lonely2live (avec Felix da Housecat)